# Staurothyone
Staurothyone is een geslacht van zeekomkommers uit de familie Cucumariidae. De wetenschappelijke naam van het geslacht werd in 1938 voorgesteld door Hubert Lyman Clark.

## Soorten
- Staurothyone distincta H.L. Clark, 1938
- Staurothyone inconspicua (Bell, 1887)
- Staurothyone rosacea (Semper, 1869)